# Copidosoma gloriosum
Copidosoma gloriosum är en stekelart som först beskrevs av Mercet 1917.  Copidosoma gloriosum ingår i släktet Copidosoma och familjen sköldlussteklar. Inga underarter finns listade i Catalogue of Life.